# Lars Møller Madsen
Lars Møller Madsen (født 30. maj 1981 i Ølgod) er en dansk tidligere håndboldspiller, der sidst spillede for svenske HIF Karlskrona og IFK Kristianstad efter tidligere at have spillet i polske Wisła Płock og Håndboldliga-klubben Skjern Håndbold. Han indstillede karrieren i sommeren 2018.
Lars Møller Madsen var oprindeligt i gang med en uddannelse som elektriker, men han blev snart en af de bærende kræfter hos Skjern. Han spillede venstre back og havde et godt skud, der med hans højde (2,05 m) havde gode betingelser for at nå over forsvaret, når han blev spillet op til hopskud, hvilket i Skjern typisk skete med en aflevering fra holdkammeraten Jesper Jensen. I 2005 var han efter afslutningen af den danske turnering udlejet i en måneds tid til spanske BM Ciudad de Almería, men ellers har han indtil skiftet til Polen kun spillet på højt plan hos Skjern.
Lars Møller Madsen spillede mere end 60 landskampe og scorede over 125 mål siden debuten på hans fødselsdag i 2003, men her har han haft lidt sværere ved at slå til. Under EM i Schweiz 2006 fik han imidlertid sit gennembrud, da han i kampen om bronzemedaljerne mod Kroatien blev dansk topscorer med 9 mål, hvilket var stærkt medvirkende til, at Danmark vandt bronzemedaljerne.
Under VM i Tyskland 2007 var han oprindeligt ikke udtaget til truppen, men han blev hentet ind efter det indledende gruppespil. Han viste sin styrke i sidste kamp i mellemrunden mod Tjekkiet, hvor han blev kåret til kampens spiller, samt i kvartfinalen mod Island, hvor han blev topscorer og scorede to sekunder før tid det mål, der sikrede Danmark pladsen i semifinalen mod Polen.
Lars Møller Madsen blev 13. september 2008 viet til sin kæreste gennem adskillige år, Henrijette Lindholm, fra Ølgod Kirke.

## Resultater

### Landsholdet
- 2006: EM - bronze
- 2007: VM - bronze
- 2008: EM - guld